# 亚沃尔尼茨凯 (扎波罗热州)
48°2′23″N 34°51′48″E / 48.03972°N 34.86333°E
亞沃爾尼茨凱（羅馬化：Yavornytskr）是位於烏克蘭東南部的村莊，由扎波羅熱州扎波羅熱区的希羅凱市鎮負責管轄。該村始建於1929年，面積7.24平方公里，海拔高度135米，2001年人口106，人口密度每平方公里14.6人。